# Eching (Haute-Bavière)
Eching est une commune de Bavière (Allemagne), située dans l'arrondissement de Freising, dans le district de Haute-Bavière.

## Économie
- La société Sachtler y est située.